# Anton Höslinger
Anton Wolfgang Höslinger CanReg (* 5. Jänner 1970 in Klosterneuburg) ist ein römisch-katholischer Priester und 67. Propst des Stiftes Klosterneuburg.

## Leben
Wolfgang Höslinger stammt aus Klosterneuburg. Im Alter von 19 Jahren trat er ins heimatliche Augustiner Chorherrenstift ein und wählte den Ordensnamen Anton. Im April 1998 wurde er zum Priester geweiht. Von 1992 bis 2004 war er Zeremoniär in der Stiftskirche, und von 1998 bis 2003 Kaplan in der Stiftspfarre. Anschließend übernahm er von 2003 bis 2005 die Funktion des Pfarrers in der Pfarre Donaufeld.
Seit 2002 war Anton Höslinger Sekretär der Kongregation der österreichischen Chorherren, einem Verbund von sechs selbstständigen Chorherrenstiften in Österreich und Südtirol.
Im September 2005 kehrte er ins Stift zurück und übernahm als Novizenmeister und Klerikerdirektor die Verantwortung für die Ausbildung des Klosternachwuchses. Seit Mai 2016 hatte Höslinger die Position des Assistenten des Stiftskämmerers inne. Hierbei lag sein Fokus auf der Verwaltung der Finanzen und Ressourcen des Klosters, um die Stabilität und Entwicklung der Gemeinschaft sicherzustellen. Zuletzt war er zugleich Pfarrprovisor in der Wiener Pfarre Maria Hietzing.
Am 14. August 2023 ging Höslinger aus der kanonischen Wahl unter Vorsitz des Generalabts der österreichischen Chorherrenkongregation Johannes Holzinger (Stift St. Florian) als 67. Propst in der Geschichte des Stifts hervor. Er wurde vorerst für 10 Jahre gewählt. Mit der Annahme der Wahl wurde Höslinger unmittelbar der neue Vorsteher des Stiftes mit allen Rechten und Pflichten. Die liturgischen Zeichen seines Amtes (Mitra, Ring und Hirtenstab) erhielt er bei der feierlichen Benediktion durch Christoph Kardinal Schönborn am 24. September 2023 in Klosterneuburg. Der Wahlspruch von Propst Höslinger lautet: „Die Freude an Gott ist unsere Kraft“.
Mit seiner Wahl bekam das Stift Klosterneuburg nach einer dreijährigen Übergangsphase einen neuen Vorsteher. Seit einer Apostolischen Visitation waren dem Stift der vatikanische Kurienbischof Josef Clemens und der emeritierte Herzogenburger Propst Maximilian Fürnsinn als Delegat bzw. als Administrator vorgestanden.  Am 22. August 2023 gab das Stift Klosterneuburg bekannt, dass das Dikasterium für die Institute des geweihten Lebens und die Gesellschaften Apostolischen Lebens Erzabt Korbinian Birnbacher zum Päpstlichen Assistenten des Stiftes Klosterneuburg bestellt hat. Er wird Propst Höslinger dabei unterstützen, das Stift in die volle Selbstständigkeit zu führen.